# Tococa broadwayi
Tococa broadwayi är en tvåhjärtbladig växtart som beskrevs av Ignatz Urban. Tococa broadwayi ingår i släktet Tococa och familjen Melastomataceae.
Artens utbredningsområde är Venezuela. Inga underarter finns listade i Catalogue of Life.